# Třída Abukuma
Třída Abukuma je třída fregat Japonských námořních sil sebeobrany. Slouží především k protiponorkovému hlídkování a k ničení hladinových lodí ohrožujících japonské pobřeží. Třídu tvoří celkem šest jednotek postavených v letech 1988–1993. Všechny jsou stále v aktivní službě. Jsou to jediné současné japonské válečné lodě řazené do kategorie fregat. Samo Japonsko je ovšem tradičně klasifikuje jako eskortní torpédoborce, čemuž odpovídají trupová čísla s kódem DE – Destroyer Escort.
V roce 2025 se Japonsko připravovalo k vyřazení celé třídy. O jejich získání naopak projevily zájem Filipíny.

## Stavba
Celkem bylo postaveno šest jednotek této třídy. Do služby byly zařazeny v letech 1989–1993. Stavba dalších pěti byla zrušena.
Jednotky třídy Abukuma:
| Jméno            | Zahájení stavby | Spuštěna          | Vstup do služby   | Status  |
| ---------------- | --------------- | ----------------- | ----------------- | ------- |
| Abukuma (DE-229) | 17. března 1988 | 31. prosince 1988 | 21. prosince 1989 | aktivní |
| Džincú (DE-230)  | 14. dubna 1988  | 31. ledna 1989    | 28. února 1990    | aktivní |
| Ójodo (DE-231)   | 8. března 1989  | 19. prosince 1989 | 23. ledna 1991    | aktivní |
| Sendai (DE-232)  | 14. dubna 1989  | 26. ledna 1990    | 15. března 1991   | aktivní |
| Čikuma (DE-233)  | 14. února 1991  | 22. ledna 1992    | 24. února 1993    | aktivní |
| Tone (DE-234)    | 8. února 1991   | 6. prosince 1991  | 8. února 1993     | aktivní |

## Konstrukce

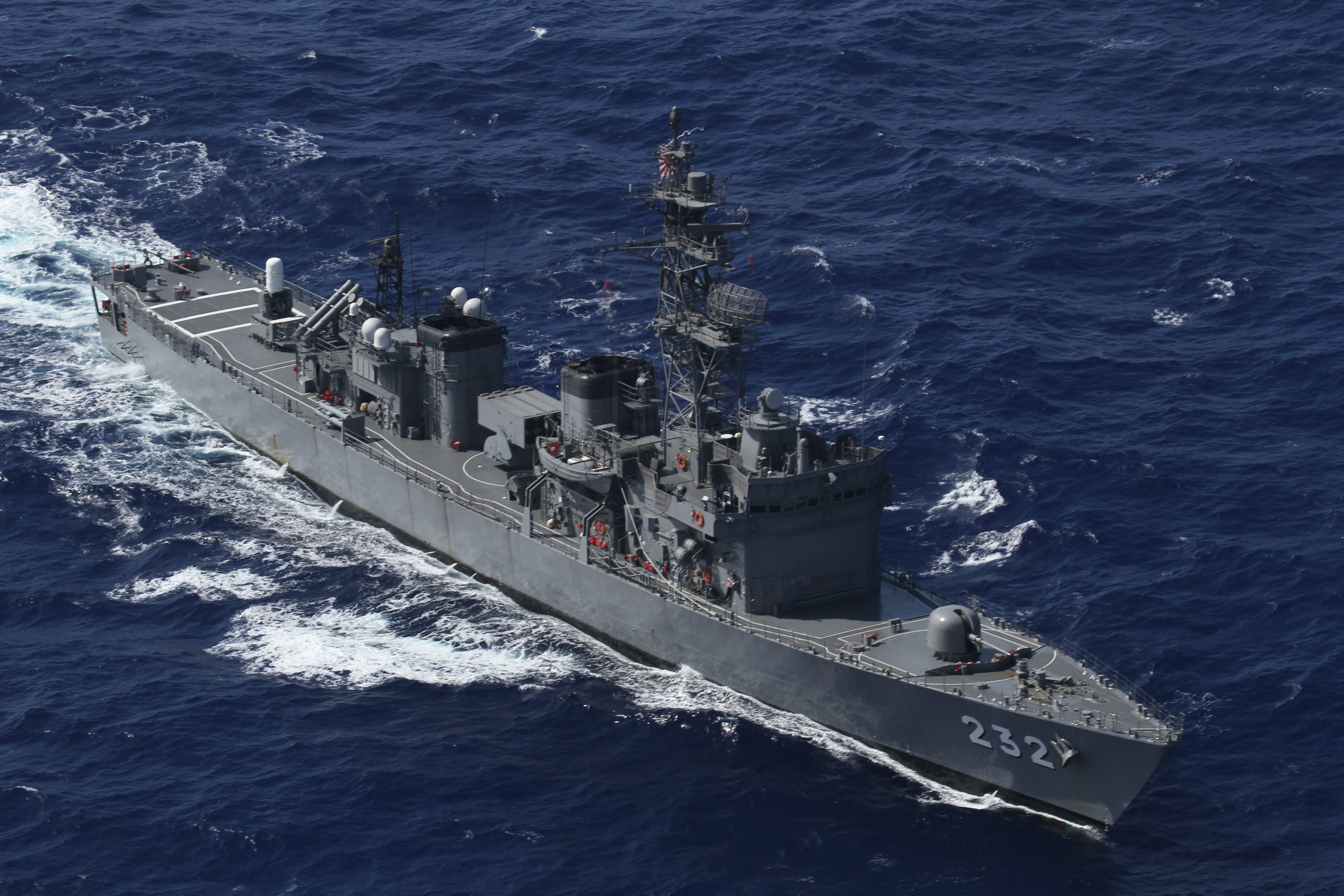
Sendai (232)

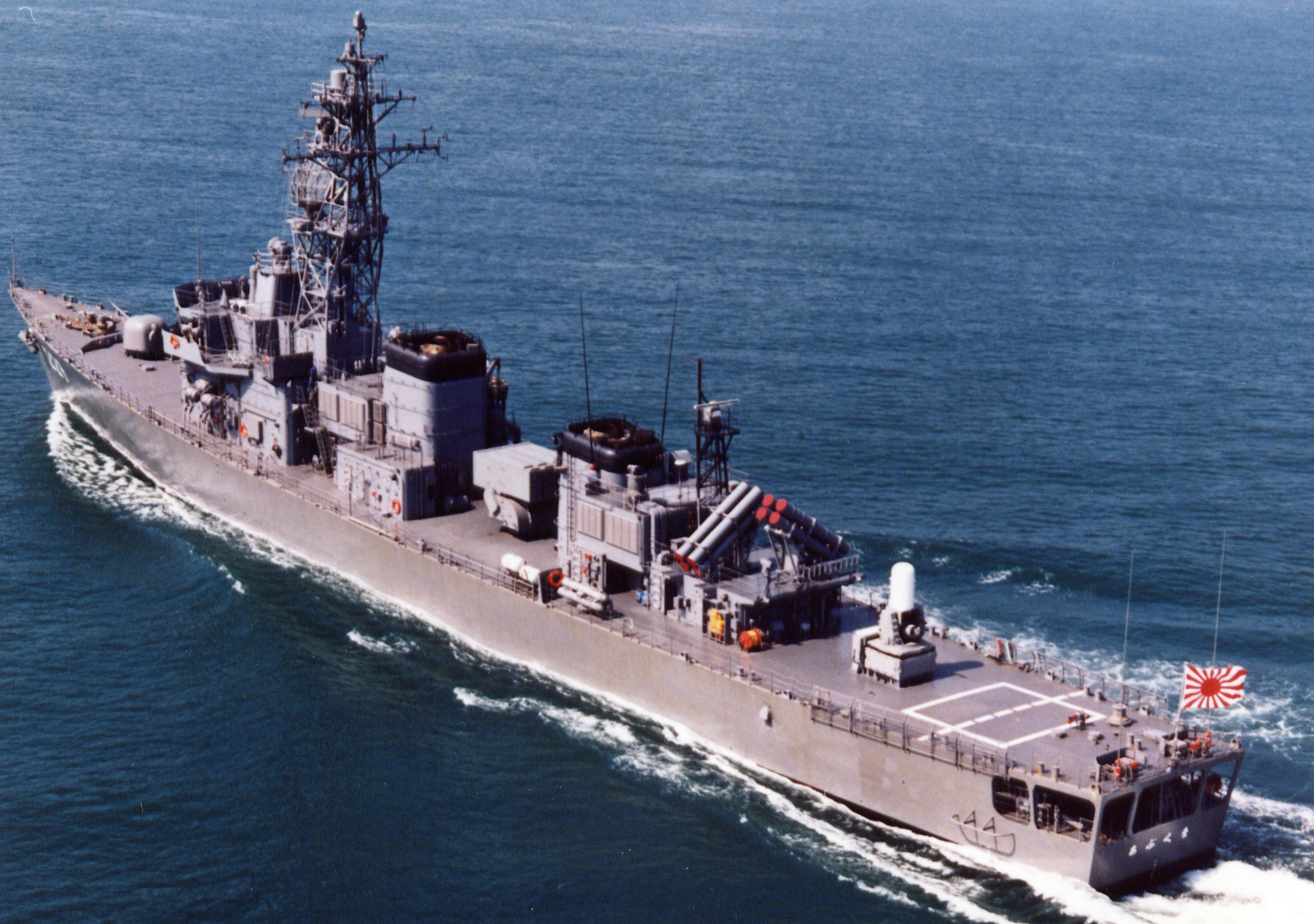
Abukuma (229)

Základní hlavňovou výzbroj třídy Abukuma tvoří jeden 76,2mm kanón OTO Melara, umístěný v příďové dělové věži. K ničení ponorek slouží osminásobné vypouštěcí zařízení raketových torpéd ASROC, umístěné mezi komíny, které v boji na kratší vzdálenost doplňují dva tříhlavňové 324mm protiponorkové torpédomety. Protilodní výzbroj představuje až osm protilodních střel RGM-84C Harpoon. Účinnou protiletadlovou výzbroj fregaty postrádají. Blízkou obranu proti letadlům a protilodním střelám zajišťuje jeden systém Phalanx CIWS. Fregaty nemohou nést vrtulník, jsou ale schopny mu v letu doplnit palivo.
Pohonný systém je koncepce CODOG. Pro plavbu ekonomickou rychlostí slouží dva diesely Mitsubishi S12U MTK, přičemž v bojové situaci se připojí dvě plynové turbíny Kawasaki-Rolls-Royce Spey SM-1A. Lodní šrouby jsou dva. Nejvyšší rychlost dosahuje 27 uzlů.

## Export
V červnu 2025 se Japonsko a Filipíny dohodly na převedení šestice fregat filipínskému námořnictvu. Japonsko se připravuje k vyřazení této třídy a jejich dodávka Filipínám by byla významným projevem spolupráce obou zemí.